# Sharon Walsh
Sharon Walsh-Arnold (de soltera Walsh; nacida el 24 de febrero de 1952) es una extenista profesional de Estados Unidos.
Walsh disfrutó de una larga carrera, jugando su primer Grand Slam de individuales en 1969 y su último Grand Slam de dobles en 1990. Fue finalista en el Abierto de Australia de 1979, donde perdió ante Barbara Jordan. Llegó a la cuarta ronda del Abierto de Estados Unidos de 1981 y a la final de dobles del año siguiente con Barbara Potter. No consiguió ningún título individual en el circuito de la WTA, pero tuvo cierto éxito contra las mejores jugadoras, venciendo a Hana Mandlíková en sus dos enfrentamientos (Christchurch 1978 y Open de Australia 1983). Alcanzó su mejor clasificación en individuales, 22, en 1982, pero fue considerada una jugadora de dobles, ganando 30 títulos en total.
Walsh se casó con Michael H. Pete el 20 de abril de 1985 en Sausalito, California. Compitió como Sharon Walsh-Pete a partir de mayo de 1985. Actualmente (2011) está casada con Steve Arnold y vive en Colorado Springs, donde es profesora de tenis desde 2001.

## Finales del WTA Tour

### Singles: 1 (0–1)
| Leyenda               |
| Torneos de Grand Slam |
| Campeonato de la WTA  |
| Nivel I               |
| Nivel II              |
| Nivel III             |
| Nivel IV y V          |

| Resultado | W/L | Fecha         | Torneo                          | Superficie | Oponente       | Resultado |
| --------- | --- | ------------- | ------------------------------- | ---------- | -------------- | --------- |
| Derrota   | 1.  | Enero de 1980 | Abierto de Australia, Melbourne | Hierba     | Barbara Jordan | 3–6, 3–6  |

### Dobles: 44 (23-21)
| Leyenda               |
| Torneos de Grand Slam |
| Campeonato de la WTA  |
| Nivel I               |
| Nivel II              |
| Nivel III             |
| Nivel IV y V          |

| Títulos por superficie |    |
| Pista dura             | 5  |
| Tierra batida          | 4  |
| Hierba                 | 4  |
| Moqueta                | 10 |

| Result   | W/L | Date               | Tournament                            | Surface            | Partner          | Opponents                             | Score         |
| -------- | --- | ------------------ | ------------------------------------- | ------------------ | ---------------- | ------------------------------------- | ------------- |
| Victoria | 1.  | Noviembre de 1978  | Christchurch, Nueva Zelanda           | Hierba             | Lesley Hunt      | Katja Ebbinghaus Sylvia Hanika        | 6–1, 7–5      |
| Derrota  | 2.  | Enero de 1979      | Washington D. C., Estados Unidos      | Moqueta (interior) | Renée Richards   | Mima Jaušovec Virginia Ruzici         | 6–4, 2–6, 4–6 |
| Victoria | 3.  | Septiembre de 1980 | Atlanta, Estados Unidos               | Tierra batida      | Barbara Potter   | Kathy Jordan Anne Smith               | 6–3, 6–1      |
| Victoria | 4.  | Noviembre de 1980  | Hong Kong                             | Tierra batida      | Wendy Turnbull   | Penny Johnson Silvana Urroz           | 6–1, 6–2      |
| Derrota  | 5.  | Diciembre de 1980  | Adelaida, Australia                   | Hierba             | Sue Barker       | Pam Shriver Betty Stöve               | 4–6, 3–6      |
| Victoria | 6.  | Enero de 1981      | Kansas City, Estados Unidos           | Moqueta (interior) | Barbara Potter   | Rosie Casals Wendy Turnbull           | 6–2, 7–6      |
| Derrota  | 7.  | Febrero de 1981    | Chicago, Estados Unidos               | Moqueta (interior) | Barbara Potter   | Martina Navratilova Pam Shriver       | 3–6, 1–6      |
| Victoria | 8.  | Marzo de 1981      | Boston, Estados Unidos                | Moqueta (interior) | Barbara Potter   | JoAnne Russell Virginia Ruzici        | 6–7, 6–4, 6–3 |
| Derrota  | 9.  | Mayo de 1981       | Tokio, Japón                          | Moqueta            | Barbara Potter   | Sue Barker Ann Kiyomura               | 5–7, 2–6      |
| Victoria | 10. | Noviembre de 1981  | Hong Kong                             | Tierra batida      | Ann Kiyomura     | Anne Hobbs Susan Leo                  | 6–3, 6–4      |
| Victoria | 11. | Noviembre de 1981  | Perth,Australia                       | Hierba             | Barbara Potter   | Betsy Nagelsen Candy Reynolds         | 6–4, 6–2      |
| Victoria | 12. | Febrero de 1982    | Kansas City, Estados Unidos           | Moqueta (interior) | Barbara Potter   | Mary-Lou Daniels Anne Smith           | 4–6, 6–2, 6–2 |
| Derrota  | 13. | Febrero de 1982    | Houston, Estados Unidos               | Moqueta (interior) | Sue Barker       | Kathy Jordan Pam Shriver              | 6–7, 2–6      |
| Victoria | 14. | Febrero de 1982    | Oakland, Estados Unidos               | Moqueta (interior) | Barbara Potter   | Kathy Jordan Pam Shriver              | 6–1, 3–6, 7–6 |
| Derrota  | 15. | Marzo de 1982      | Los Ángeles, Estados Unidos           | Moqueta            | Barbara Potter   | Kathy Jordan Anne Smith               | 3–6, 5–7      |
| Derrota  | 16. | Abril de 1982      | Amelia Island, Estados Unidos         | Moqueta            | Barbara Potter   | Leslie Allen Mima Jaušovec            | 1–6, 5–7      |
| Derrota  | 17. | Agosto de 1982     | Canadian Open                         | Dura               | Barbara Potter   | Martina Navratilova Candy Reynolds    | 4–6, 4–6      |
| Victoria | 18. | Agosto de 1982     | Mahwah, Estados Unidos                | Dura               | Barbara Potter   | Rosie Casals Wendy Turnbull           | 6–1, 6–4      |
| Derrota  | 18. | Septiembre de 1982 | Abierto de Estados Unidos, Nueva York | Dura               | Barbara Potter   | Rosie Casals Wendy Turnbull           | 6–1, 6–4      |
| Derrota  | 19. | Octubre de 1982    | Estados Unidos Indoors                | Moqueta (interior) | Barbara Potter   | Rosie Casals Wendy Turnbull           | 6–1, 6–4      |
| Victoria | 20. | Octubre de 1982    | Deerfield Beach, Estados Unidos       | Dura               | Barbara Potter   | Rosie Casals Wendy Turnbull           | 7–6, 7–6      |
| Derrota  | 21. | Noviembre de 1982  | Brighton, Inglaterra                  | Moqueta (interior) | Barbara Potter   | Martina Navratilova Pam Shriver       | 6–2, 5–7, 4–6 |
| Victoria | 22. | Febrero de 1983    | Palm Beach, Estados Unidos            | Tierra batida      | Barbara Potter   | Kathy Jordan Paula Smith              | 6–4, 4–6, 6–2 |
| Victoria | 23. | Abril de 1983      | Tokio, Japón                          | Moqueta            | Billie Jean King | Kathy Jordan Anne Smith               | 6–1, 6–1      |
| Victoria | 24. | Mayo de 1983       | Atlanta, Estados Unidos               | Dura               | Alycia Moulton   | Rosie Casals Wendy Turnbull           | 6–3, 7–6      |
| Victoria | 25. | Junio de 1983      | Birmingham, Inglaterra                | Hierba             | Billie Jean King | Beverly Mould Liz Smylie              | 6–2, 6–4      |
| Victoria | 26. | Agosto de 1983     | Mahwah, Estados Unidos                | Dura               | Jo Durie         | Rosalyn Fairbank Candy Reynolds       | 4–6, 7–5, 6–3 |
| Victoria | 27. | Octubre de 1983    | Estados Unidos Indoors                | Moqueta (interior) | Billie Jean King | Kathy Jordan Barbara Potter           | 3–6, 6–3, 6–4 |
| Derrota  | 28. | Noviembre de 1983  | Brisbane, Australia                   | Hierba             | Pam Shriver      | Anne Hobbs Wendy Turnbull             | 3–6, 4–6      |
| Victoria | 29. | Enero de 1984      | Washington D. C., Estados Unidos      | Moqueta (interior) | Barbara Potter   | Leslie Allen Anne White               | 6–1, 6–7, 6–2 |
| Derrota  | 30. | Febrero de 1984    | Houston, Estados Unidos               | Moqueta            | Barbara Potter   | Mima Jaušovec Anne White              | 4–6, 6–3, 6–7 |
| Victoria | 31. | Febrero de 1984    | Chicago, Estados Unidos               | Moqueta            | Billie Jean King | Barbara Potter Pam Shriver            | 5–7, 6–3, 6–3 |
| Victoria | 32. | Marzo de 1984      | Boston, Estados Unidos                | Moqueta (interior) | Barbara Potter   | Andrea Leand Mary-Lou Daniels         | 7–6, 6–0      |
| Derrota  | 33. | Abril de 1984      | Hilton Head, Estados Unidos           | Tierra batida      | Anne Hobbs       | Claudia Kohde-Kilsch Hana Mandlíková  | 5–7, 2–6      |
| Derrota  | 34. | Septiembre de 1984 | Fort Lauderdale, Estados Unidos       | Dura               | Barbara Potter   | Martina Navratilova Liz Smylie        | 6–2, 2–6, 3–6 |
| Derrota  | 35. | Octubre de 1984    | Brighton, Inglaterra                  | Moqueta (interior) | Barbara Potter   | Alycia Moulton Paula Smith            | 7–6, 3–6, 5–7 |
| Derrota  | 36. | Noviembre de 1984  | Sídney, Australia                     | Hierba             | Wendy Turnbull   | Claudia Kohde-Kilsch Helena Suková    | 2–6, 6–7      |
| Derrota  | 37. | Enero de 1985      | Denver, Estados Unidos                | Moqueta (interior) | Leslie Allen     | Mary-Lou Daniels Robin White          | 6–1, 4–6, 5–7 |
| Victoria | 38. | Marzo de 1985      | Dallas, Estados Unidos                | Moqueta (interior) | Barbara Potter   | Marcella Mesker Pascale Paradis       | 5–7, 6–4, 7–6 |
| Victoria | 39. | Junio de 1985      | Birmingham, Inglaterra                | Hierba             | Terry Holladay   | Elise Burgin Alycia Moulton           | 6–4, 5–7, 6–3 |
| Victoria | 40. | Octubre de 1986    | Tokio, Japón                          | Dura               | Sandy Collins    | Susan Mascarin Betsy Nagelsen         | 6–1, 6–2      |
| Derrota  | 41. | Octubre de 1986    | Singapur                              | Dura               | Sandy Collins    | Anna-Maria Fernandez Julie Richardson | 3–6, 2–6      |
| Derrota  | 42. | Abril de 1987      | Tokio, Japón                          | Dura               | Sandy Collins    | Kathy Jordan Betsy Nagelsen           | 3–6, 5–7      |
| Derrota  | 43. | Abril de 1987      | Taipéi, Taiwán                        | Moqueta            | Sandy Collins    | Cammy MacGregor Cynthia MacGregor     | 6–7, 7–5, 4–6 |
| Derrota  | 44. | Agosto de 1987     | San Diego, Estados Unidos             | Dura               | Elise Burgin     | Jana Novotná Catherine Suire          | 3–6, 4–6      |

## Cronología de los resultados de los Grand Slams en individual
| Torneo                    | 1969  | 1970  | 1971  | 1972  | 1973  | 1974  | 1975  | 1976  | 1977  | 1977  | 1978  | 1979  | 1980  | 1981  | 1982  | 1983  | 1984  | 1985  | 1986  | 1987  | 1988  | SR     |
| ------------------------- | ----- | ----- | ----- | ----- | ----- | ----- | ----- | ----- | ----- | ----- | ----- | ----- | ----- | ----- | ----- | ----- | ----- | ----- | ----- | ----- | ----- | ------ |
| Abierto de Australia      | A     | A     | QF    | A     | A     | A     | A     | A     | A     | A     | A     | F     | 1R    | 2R    | 3R    | 3R    | QF    | 1R    | NH    | 1R    | 1R    | 0 / 10 |
| Roland Garros             | A     | A     | A     | P1    | 2R    | A     | 1R    | A     | 1R    | 1R    | 1R    | 2R    | A     | A     | 2R    | A     | A     | A     | A     | 1R    | A     | 0 / 8  |
| Wimbledon                 | A     | 3R    | A     | 2R    | 1R    | 2R    | 2R    | A     | 1R    | 1R    | 2R    | 1R    | 1R    | 3R    | 2R    | 2R    | 1R    | 1R    | A     | 3R    | 1R    | 0 / 16 |
| Abierto de Estados Unidos | 1R    | 3R    | A     | 3R    | 1R    | 2R    | 1R    | 2R    | 1R    | 1R    | 2R    | 1R    | 2R    | 4R    | 1R    | 1R    | 1R    | 1R    | 1R    | 1R    | A     | 0 / 18 |
| Strike rate               | 0 / 1 | 0 / 2 | 0 / 1 | 0 / 3 | 0 / 3 | 0 / 2 | 0 / 3 | 0 / 1 | 0 / 3 | 0 / 3 | 0 / 3 | 0 / 4 | 0 / 3 | 0 / 3 | 0 / 4 | 0 / 3 | 0 / 3 | 0 / 3 | 0 / 1 | 0 / 4 | 0 / 2 | 0 / 52 |

Nota: El Open de Australia se celebró dos veces en 1977, en enero y en diciembre.